# Klementyna Suchanow
Klementyna Suchanow [suxa'nɔf ] (Kamienna Góra, 26 de febrero de 1974) es una escritora, traductura , artista y activista polaca. Es cofundadora del movimiento por los derechos de las mujeres Strajk Kobiet, (Huelga de Mujeres). El principal caballo de batalla de “Huelga de mujeres” es la restricción del derecho al aborto, prácticamente prohibido por una sentencia judicial impulsada por el gobierno de Polonia.

## Biografía
Nació en Kamienna Góra, Polonia, vivió en Chełmsko Śląskie y Wałbrzych. Creció en una pequeña población de Silesia, al sur del país, una zona muy industrializada "tradicional y machista". “El día 15 de cada mes, cuando los trabajadores recibían la paga, las niñas sabíamos que no podíamos salir a la calle. El pueblo se llenaba de hombres borrachos” explica.
Asistió a la escuela en Wodzisław Śląski. Realizó estudios de polaco y español en la Universidad de Wrocław. En 2003 obtuvo un doctorado en estudios literarios. A principios de la década de 2000 trabajó en la editorial Znak.
Ha realizado investigaciones sobre la vida y obra del escritor polaco Witold Gombrowicz. En 2005 publicó Argentyńskie przygody Gombrowicza ("Las aventuras argentinas de Gombrowicz"), y en 2017 escribió la aclamada por la crítica biografía de Gombrowicz. Ja, genioz ["Gombrowicz. Yo, el genio"].
También se ha especializado en historia y literatura de América Latina. En 2013 publicó un reportaje histórico Królowa Karaibów ["La reina del Caribe"], sobre la Revolución cubana.
Ha publicado también numerosos artículos sobre las actividades y redes de organizaciones católicas tradicionalistas, incluido el grupo de expertos polaco Ordo Iuris, el grupo de defensa ultraconservador CitizenGo, la organización religiosa de derechas World Congress of Families, el Centro Europeo para el Derecho y la Justicia o el Centro para la Familia y los Derechos Humanos, y sus vínculos con el Kremlin.
Su libro de 2020 dedicado a esos vínculos y su impacto social, To jest wojna. Kobiety, fundamentaliści i nowe średniowiecze ["Esto es una guerra. Mujeres, fundamentalistas y la nueva Edad Media"] investiga una red internacional de organizaciones tradicionalistas-conservadoras en Polonia, Europa, Estados Unidos y América Latina, e indica sus conexiones con agentes del Kremlin, incluidos Vladimir Yakunin y Konstantin Malofeev, así como con el Instituto Ruso de Estudios Estratégicos, controlado por Putin, que fue acusado de interferencia en las elecciones estadounidenses de 2016. El título del libro se convirtió en el eslogan de las huelgas de mujeres de 2020-2021 en Polonia. En 2021, Suchanow fue demandada por Ordo Iuris por su descripción en su libro.
El libro está siendo adaptado a una serie documental de televisión por la compañía de producción CreativeChaos, con Suchanow, Tom Donahue, Ilan Arboleda y Jan Swietlik como productores ejecutivos. Suchanow escribirá el guion.

### Activismo
Suchanow es una de las fundadoras del movimiento de base por los derechos de las mujeres All-Poland Women's Strike (Huelga de Mujeres de toda Polonia) y una de sus figuras más reconocidas, junto con Marta Lempart. Organizó protestas contra la restricción de los derechos humanos y de los derechos de las mujeres en Polonia, a favor de la independencia judicial, y por el derecho de reunión.

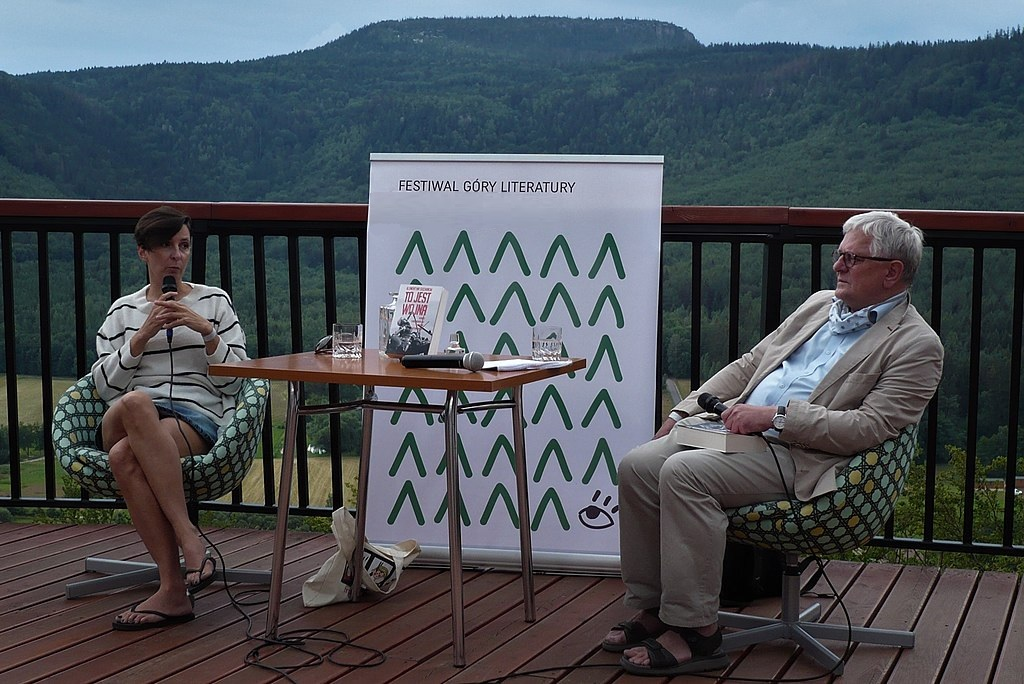
Suchanow en el Festival Gory Literatury de 2020

Luego de lanzar huevos a las limusinas que salían del Palacio Presidencial, la Agencia de Seguridad Interna entró a su casa. En julio de 2018, en la pared del Sejm, escribió: "Es hora de un juicio final. Vete a la mierda" ( en polaco: Czas na sąd ostateczny. Wypierdalać ), antes de que la policía la detuviera. En mayo de 2018, Suchanow estuvo entre los activistas que detuvieron una marcha neofascista en Varsovia. En noviembre de 2018, estuvo entre quienes fueron atacados por militantes durante la Marcha de la Independencia. En agosto de 2018, fue sometida a una cirugía de columna tras una intervención policial.
El 22 de octubre de 2020, tras una decisión del Tribunal Constitucional, Suchanow, junto con Lempart y Agnieszka Czerederecka, lideraron las protestas antigubernamentales de mujeres encabezadas por la Huelga de Mujeres. Las protestas continuaron hasta el 28 de enero de 2021, cuando la decisión del Tribunal fue analizada y entró en vigor. Durante una protesta frente a la sede del Tribunal, Suchanow y otras dos personas saltaron la valla para colocar una pancarta y fueron detenidas. Fue acusada de atentar contra la integridad física de un agente de policía, invadir el recinto del Tribunal Constitucional y dañar sus puertas de entrada clavando un cartel. Como Suchanow llamó a las protestas "una revolución", y los objetivos del movimiento se ampliaron a muchas otras cuestiones, ella cofundó el Consejo Consultivo. Las líderes de la Huelga de Mujeres, incluida Suchanow, enfrentaron cargos penales por "elogiar públicamente el comportamiento criminal" y organizar las protestas de 2020-2021.
El 1 de julio de 2021, Suchanow intervino en el Foro Generación Igualdad organizado por ONU Mujeresr celebrado en París.

## Vida personal
Suchanow vive en Varsovia. Tiene una hija.

## Premios y reconocimientos
En 2018, la biografía de Suchanow , Gombrowicz. Yo, el genio estaba entre las publicaciones nominadas al premio Nike. El libro fue premiado por la revista de arte y cultura Odra, y por el portal Onet, con el premio literario O!lśnienie Onetu.
En 2017, el sitio web de verificación de datos OKO.press la incluyó en su lista de "17 mujeres que sacudieron el partido conservador Ley y Justicia conocido como el "PiS". En 2020, fue nombrada Mujer del Año por Forbes Women.
En 2021, Suchanow recibió el Premio Polcul, un premio de la diáspora polaca fundado en 1980, "por logros destacados en la lucha por los derechos de las mujeres". Entre los ganadores anteriores se incluyen a Jerzy Giedroyc, Jan Nowak-Jeziorański y uno de los líderes del sindicato polaco Solidaridad , Jacek Kuroń .